# Barbara Urslerin
Barbara Urslerin (Kempten, 1629 – dopo il 1668) è stata una musicista e tastierista tedesca affetta da ipertricosi.

## Biografia
Trattata come fenomeno fin da bambina, Barbara si esibiva con divertimento e con gusto al clavicembalo. L'anatomista Thomas Bartholin la visitò a Copenaghen nel 1639. Nelle sue note si legge il corpo della donna era interamente ricoperto di una soffice e folta barba bionda.
Nel 1657 lo scrittore John Evelyn incontrò Barbara a Londra. All'epoca la donna era sposata con un uomo tedesco, Johann van Beck, ed aveva avuto un figlio che non presentava alcun sintomo della condizione della madre.
Negli anni 60 del Seicento, la famiglia era in viaggio in Francia: Barbara si esibiva, mentre il marito le faceva da agente.
Nel 1668, in Inghilterra, la donna fu visitata da Holger Jacobsen il quale concluse che ella era il disgraziato risultato dell'accoppiamento di una scimmia con un essere umano.